# Ilhas do Barlavento

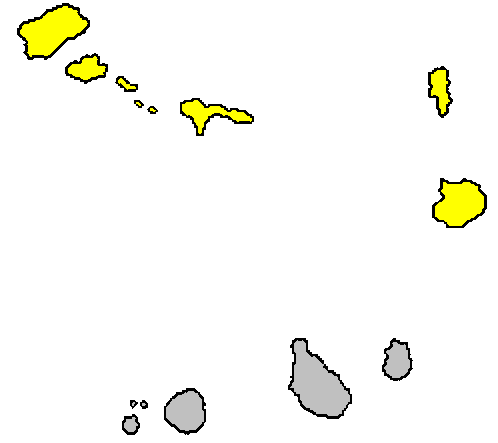
Isole di Barlavento (in giallo)

Le Ilhas do Barlavento (letteralmente, "isole sopravento"), sono il gruppo di isole che costituiscono la metà settentrionale dell'arcipelago di Capo Verde. Sono contrapposte alle Ilhas do Sotavento, il gruppo meridionale.
Le Barlavento sono divise in due sotto-arcipelaghi principali, con caratteristiche diverse. Le isole nella parte occidentale (Santo Antão, São Vicente, São Nicolau e Santa Luzia) sono vulcaniche e fertili; quelle orientali (Boa Vista e Sal) sono desertiche.
Alle isole principali si aggiungono un certo numero di isolotti minori, fra cui Ilhéu Branco, Ilhéu Raso, Ilhéu de Sal-Rei, Ilhéu do Baluarte (o Ilhéu do Roque), Ilhéu dos Pássaros e Ilhéu Rabo de Junco.